# Большая Таёжная (приток Малой Юксы)
Большая Таёжная (Чёрная) — река в Томской области России, левый приток Малой Юксы. Устье реки находится в 20 км от устья по левому берегу Малой Юксы. Протяжённость реки 14 км.

## Данные водного реестра
По данным государственного водного реестра России относится к Верхнеобскому бассейновому округу,
 речной бассейн реки — (Верхняя) Обь до впадения Иртыша,
 речной подбассейн реки — Чулым,
 водохозяйственный участок реки — Чулым от в/п с. Зырянское до устья.
Код водного объекта — 13010400312115200021414.